# Аппалачский кролик
Аппалачский кролик (лат. Sylvilagus obscurus) — один из видов американских кроликов (Sylvilagus) из отряда зайцеобразных. Это редкий вид, обитающий в горных районах восточной части Соединенных Штатов, который был признан отдельным видом, отличающимся от новоанглийского кролика, только в 1992 году.

## Краткое описание
Аппалачский кролик или Sylvilagus obscurus — это небольшой кролик, обитающий, в основном, в горных районах в восточной части США, начиная где-то от Пенсильвании и вплоть до Южной Каролины. S. obscurus лучше приспособлен к районам с более холодным климатом, чем его дальний родственник, флоридский кролик. S. obscurus отличается светло-желто-коричневой с черноватой струйчастостью окраской спины. В области шеи окраска шерсти становится рыжевато-коричневой. Брюшная сторона у него белёсая. Аппалачского кролика трудно отличить в полевых условиях от новоанглийского, но наиболее чётко и легко они отличаются по распространению. Американские кролики, обнаруженные к югу или западу от реки Гудзон, считаются аппалачскими, а те, что обитают к северу и востоку от неё, считаются новоанглийскими. Эти виды также различаются по числу хромосом и промерам черепа. Самки аппалачского кролика, как правило, крупнее самцов, наиболее вероятна причина этих различий в большем репродуктивном вкладе самок. Вес аппалачского кролика может варьировать от 756 граммов до целых 1533 грамм. Средняя длина составляет около 408 мм. Средняя продолжительность жизни S. obscurus невелика, так как некоторые особи погибают, даже не дожив до года.

## Биотопы и питание
Аппалачский кролик обитает в горных районах, как правило, на высотах от 610 до 762 метров над уровнем моря. В горах Аппалачи широко представлены типичные для S. obscurus биотопы — это заросли смилакса, широколистной кальмии, переплетенные ежевикой. Очень часто он живёт среди тех растений, которыми питается, это кора деревьев, побеги красного клёна, осиновидных тополей и поздней черёмухи. Обычный рацион этого вида состоит из побегов, листьев и плодов. Копрофагия (или другими словами поедание собственных экскрементов определённого типа) — это приспособление, к которому прибегают аппалачские кролики, чтобы получить добавку к питанию определенных витаминов и питательных веществ. Эта особенность питания характерна и для других представителей рода Sylvilagus.

## Размножение
Об особенностях размножения аппалачского кролика известно мало. Сезон размножения у аппалачского кролика продолжается с февраля по октябрь. Период беременности составляет около 28 дней. Перед рождением детёнышей самка начинает рыть гнездовую ямку. Затем она из шерсти брюшка и растительности устраивает гнездовую подстилку. Это выпадение шерсти брюха также делает соски её млечных желёз легко доступными для детенышей при кормлении. Выводок находится в гнезде под прикрытием растительной подстилки до тех пор, пока детёныши через 3-4 недели не станут независимыми. Обычно, самки американских кроликов заботятся о молодых и посещают гнездо всего два раза в день для того, чтобы накормить своё потомство. Взрослая самка может приносить потомство до 3-4 раз в сезон, при этом в каждом выводке, примерно, 3-4 молодых.

## Поведение
Sylvilagus obscurus обычно активны в вечерних сумерках или на рассвете. В течение дня они, как правило, прячутся от хищников, укрываясь под валежником или в чужих норах. Кролики активны круглый год и, как и остальные зайцеобразные, никогда не впадают в спячку. Считается, что для этого вида характерна внутривидовая социальная иерархия, которая проявляется особенно ярко, когда дело доходит до размножения. В этот сезон самцы с помощью драк утверждают своё господство, добиваясь приоритета в спариваниях с самками.

### Коммуникация
Аппалачские кролики — объект охоты для многих хищников, вследствие этого у них повышена чувствительность обоняния, слуха и зрения. Это позволяет кроликам во время замечать хищников и быстро реагировать на угрозы. Было замечено, что самки фыркают (grunting sound), предупреждая своё потомство о присутствии хищника. Органы чувств также используются при поисках потенциальных партнеров в период размножения. Было отмечено, что они повизгивают (squealing) во время спаривания.

## Угрозы
Существует несколько угроз для существования S. obscurus как вида. Эти опасности включают разрушение и фрагментацию среды обитания в результате городского и промышленного развития. После того, как фрагментация местообитаний произошла, отсутствие укрытий делает доступными кроликов для хищников, что ещё более усиливает нагрузку на популяцию. Охота — распространенная причина гибели многих аппалачских кроликов, но причина не в браконьерстве, а, в основном, в нехватке навыков у охотников по определению аппалачских кроликов. Редкость этого вида и отсутствие знаний о нём также способствуют тому, что аппалачский кролик находится под угрозой исчезновения из-за трудностей разработки природоохранных мероприятий для сохранения этого скрытного и относительно редкого животного.